# Hoplitis bifoveolata
Hoplitis bifoveolata là một loài Hymenoptera trong họ Megachilidae. Loài này được Alfken mô tả khoa học năm 1935.